# Ehretia janjalle
Ehretia janjalle là loài thực vật có hoa trong họ Ehretiaceae. Loài này được Verdc. mô tả khoa học đầu tiên năm 1991.